# زاك كونينغهام
زاك كونينغهام (بالإنجليزية: Zach Cunningham)‏ هو لاعب كرة قدم أمريكية أمريكي، ولد في 12 ديسمبر 1994 في بينسون في الولايات المتحدة.